# Gymnogyps amplus
A Gymnogyps amplus a madarak (Aves) osztályának újvilági keselyűalakúak (Cathartiformes) rendjébe, ezen belül az újvilági keselyűfélék (Cathartidae) családjába tartozó fosszilis faj.

## Tudnivalók
Ezt a fosszilis madárfajt először 1911-ben Loye H. Miller amerikai őslénykutató és zoológus írta le, egy töredékes tarsometatarsus nevű csont alapján.
Ez a nagytestű madár, mely körülbelül az andoki kondor (Vultur gryphus) méretét is elérhette, az egyetlen kondorfaj mely a La Brea-kátránytó 10. gödréből került elő. Az itteni maradványok a szénizotópos kormeghatározás szerint holocén koriak és körülbelül 9000 évesek. Egyesek szerint a mai kaliforniai kondor (Gymnogyps californianus) őse, míg mások szerint a modern újvilági keselyű paleoalfaja, Gymnogyps californianus amplus név alatt.
A Gymnogyps amplus Kaliforniától Floridáig fordult elő. Csőre szélesebb volt, mint a mai kaliforniai kondoré. A Würm-glaciális idején a Gymnogyps amplus állományai annyira lecsökkentek, hogy a faj kihalt, vagy átalakult a mai recens fajjá. Az utóbbi feltételezést Syverson legutóbbi kutatásai megcáfolják.

## Képek

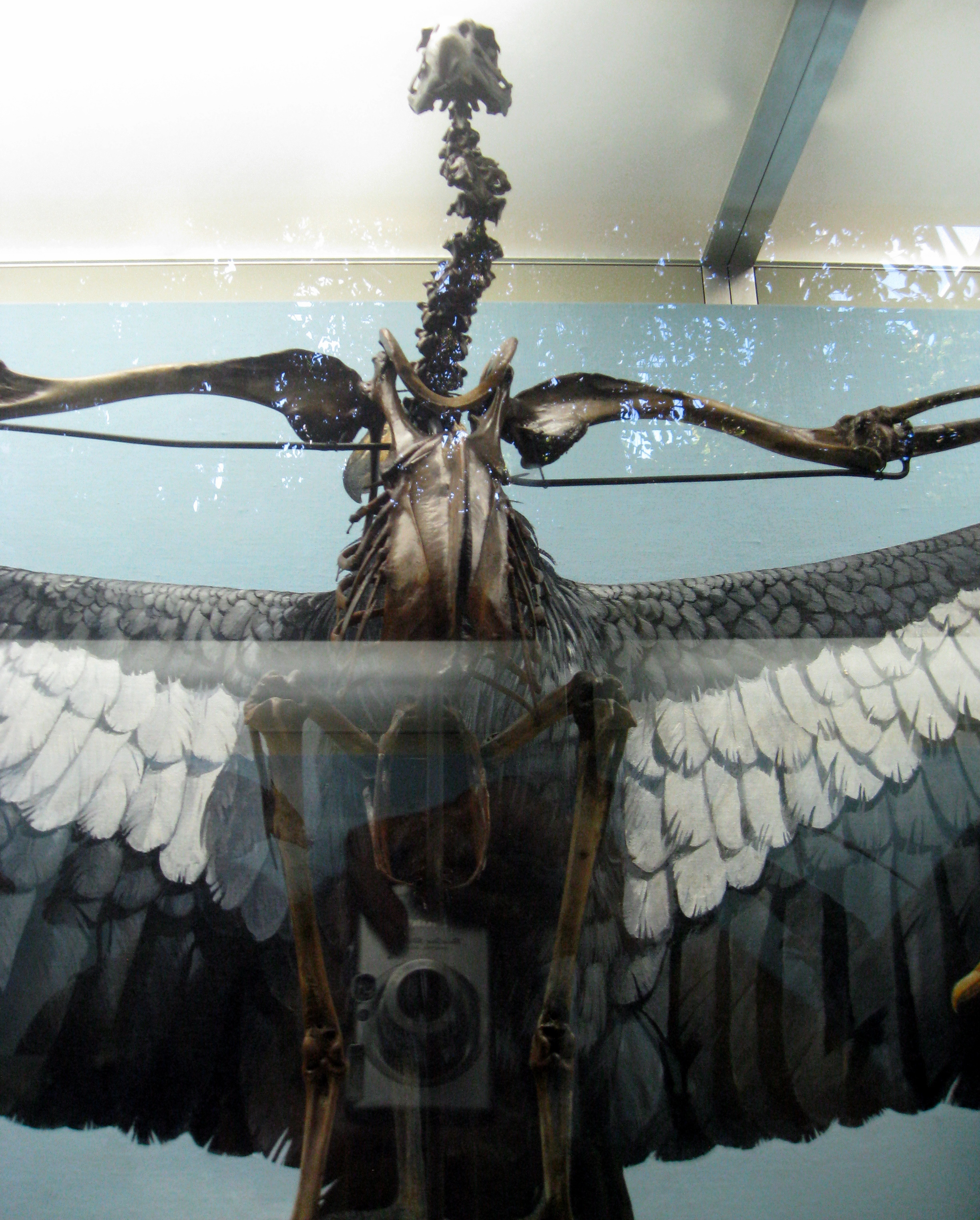
A csontváz szemből
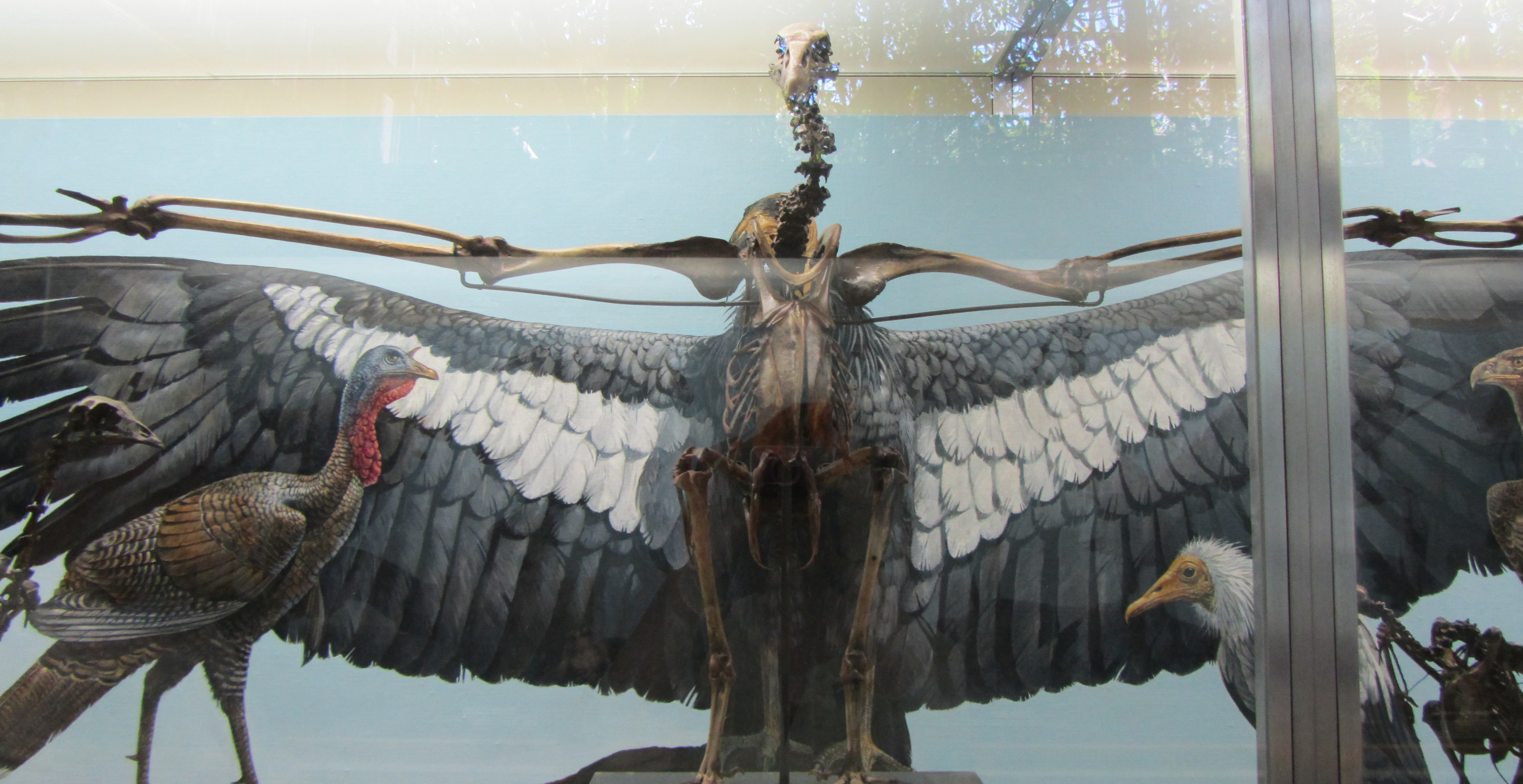
Ugyanaz a csontváz távolabbról és mögötte a róla készült modell
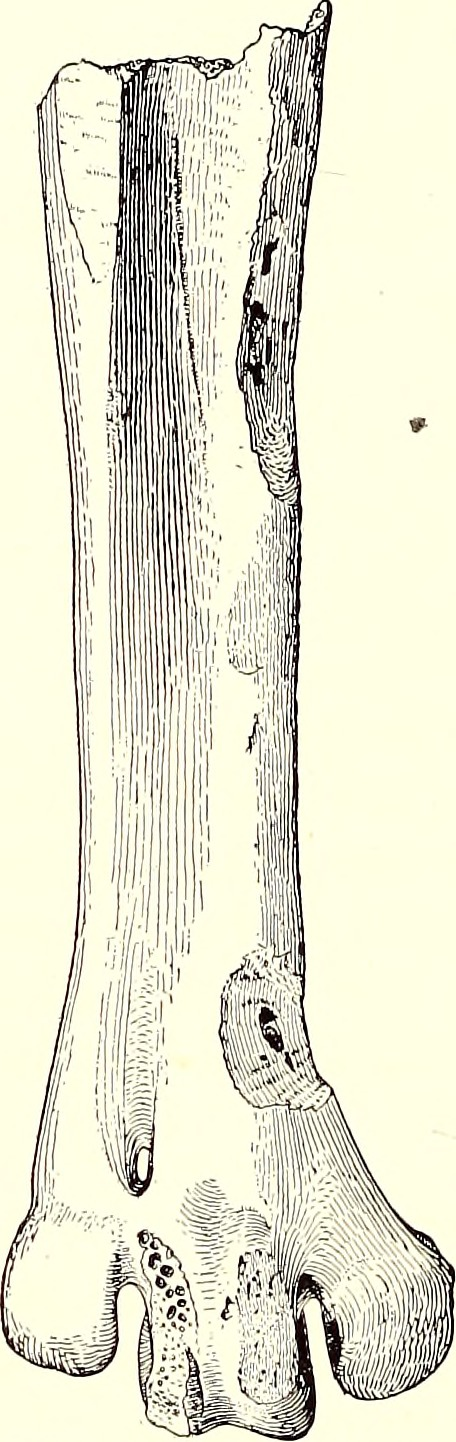
A típuspéldány, azaz az UCMP 9834 tarsometatarsusa

## Fordítás
- Ez a szócikk részben vagy egészben  a   Gymnogyps amplus című angol Wikipédia-szócikk ezen változatának fordításán alapul.  Az eredeti cikk szerkesztőit annak laptörténete sorolja fel. Ez a jelzés csupán a megfogalmazás eredetét és a szerzői jogokat jelzi, nem szolgál a cikkben szereplő információk forrásmegjelöléseként.
- Ez a szócikk részben vagy egészben  a   California condor című angol Wikipédia-szócikk ezen változatának fordításán alapul.  Az eredeti cikk szerkesztőit annak laptörténete sorolja fel. Ez a jelzés csupán a megfogalmazás eredetét és a szerzői jogokat jelzi, nem szolgál a cikkben szereplő információk forrásmegjelöléseként.